# Галина, Стейси
Стейси Галина (англ. Stacy Galina; род. 24 сентября 1966, Балтимор, Мэриленд) — американская телевизионная актриса. Галина известна благодаря роли Кейт Уиттакер, дочери Клаудии Саммер Уитакер (Кэтлин Нун), в прайм-тайм мыльной опере CBS «Тихая пристань», где она снималась с 1990 по 1993 год. Ранее в сериале она играла погибшую дочь Грега — Мэри Фрэнсис Самнер. Галина также появилась в мини-сериале 1997 года «Тихая пристань: Возвращение в тупик».
Галина родилась в Балтиморе, штат Мэриленд, и в 1980-х профессионально обучалась балету в Нью-Йорке, прежде чем переквалифицироваться в актрису. После завершения «Тихая пристань», Галина снималась в ситкомах «Папины дочки» (CBS, 1994), Lost on Earth (USA Network, 1997), Alright Already (The WB, 1997—1998) и Hidden Hills (NBC, 2001—2002), все они были закрыты после одного сезона. Также она появилась в «Друзья», «За что тебя люблю», «Провиденс», «Уилл и Грейс» и «Юристы Бостона». Вне телевидения, Галина сыграла ведущую роль в фильме ужасов «Дети кукурузы 5: Поля страха» (1998).